# Jembke
Jembke este o comună din landul Saxonia Inferioară, Germania.